# ویولت لدوک
ویولت لدوک (به فرانسوی: Violette Leduc) رمان‌نویس قرن بیستم میلادی اهل فرانسه بود.